# Brillanceausuchus
Brillanceausuchus — вимерлий рід атопозавридових крокодиломорфів. Скам'янілості були знайдені в породах Камеруну ранньокрейдового віку. Рід примітний розташуванням вторинної хоани в піднебінні. Частини крилоподібних кісток складають ростральний край хоани і, таким чином, відокремлюють її від піднебінних кісток, ця особливість також спостерігається у більш розвиненого підряду Eusuchia. Раніше вважалося, що ця характеристика є характерною для Eusuchia, але її присутність у Brillanceausuchus свідчить про те, що ця ознака гомопластична, що робить еволюцію положення хоан у крокодилів більш складною, ніж вважалося раніше.